# Ligat ha'Al 2019-2020 (pallacanestro)
La Ligat ha'Al 2019-2020 è stata la 66ª edizione del massimo campionato israeliano di pallacanestro maschile. Il 13 marzo 2020, il campionato è stato sospeso a causa della pandemia di COVID-19. Il campionato è poi ripreso il 20 giugno 2020 ed è stato vinto dal Maccabi Tel Aviv che ha battuto in finale il Maccabi Rishon LeZion.

## Squadre partecipanti
Il Maccabi Haifa è tornato in Ligat ha'Al grazie alla vittoria della Liga Leumit contro l'Hapoel Galil Elyon per 3–1 nelle Finals, un anno dopo la sua retrocessione. Nella stessa stagione, il Bnei Herzliya viene retrocesso dopo aver concluso il campionato all'ultimo posto.
| Club               | Città         | Palazzetto             | Capienza |
| ------------------ | ------------- | ---------------------- | -------- |
| Hapoel Be'er Sheva | Be'er Sheva   | Conch Arena            | 3 000    |
| Hapoel Eilat       | Eilat         | Begin Arena            | 1 490    |
| Hap. Gilboa G.E.   | Gan Ner       | Gan Ner Sports Hall    | 2 100    |
| Hapoel Holon       | Holon         | Holon Toto Hall        | 5 500    |
| H. Gerusalemme     | Gerusalemme   | Pais Arena             | 11 000   |
| Hapoel Tel Aviv    | Tel Aviv      | Drive in Arena         | 3 504    |
| Ironi Nahariya     | Nahariya      | Ein Sarah              | 2 500    |
| Ironi Nes Ziona    | Ness Ziona    | Lev Hamoshava          | 1 200    |
| Maccabi Ashdod     | Ashdod        | HaKiriya Arena         | 2 200    |
| Maccabi Haifa      | Haifa         | Romema Arena           | 5 000    |
| Mac. Rishon LeZion | Rishon LeZion | Beit Maccabi Rishon    | 2 500    |
| Maccabi Tel Aviv   | Tel Aviv      | Menora Mivtachim Arena | 10 383   |

### Personale e sponsor
| Squadra               | Presidente     | Allenatore           | Capitano            | Sponsor tecnico | Sponsor di squadra      |
| --------------------- | -------------- | -------------------- | ------------------- | --------------- | ----------------------- |
| Hapoel Be'er Sheva    | Kfir Arazi     | Rami Hadar           | / Spencer Weisz     | Spalding        | Altshuler Shaham        |
| Hapoel Eilat          | Nachi Indik    | Eric Alfasi          | Avi Ben-Chimol      | Peak            | Yossi Avrahami          |
| Hapoel Gilboa Galil   | Haim Ohayon    | Lior Lubin           | Netanel Artzi       | Peak            | Gilboa Regional Council |
| Hapoel Holon          | Shlomo Issac   | Stefanos Dedas       | Shlomi Harush       | Peak            | UNET                    |
| Hapoel Jerusalem      | Eyal Chomski   | Oded Kattash         | Bar Timor           | Peak            | Bank Yahav              |
| Hapoel Tel Aviv       | Rami Cohen     | Iōannīs Kastritīs    | Tomer Ginat         | Peak            | SP Metzer               |
| Ironi Nahariya        | Nissim Alfasi  | Danny Franco         | Tony Gaffney        | Peak            |                         |
| Ironi Nes Ziona       | Yaniv Mizrahi  | Nadav Zilberstein    | Tal Dunne           | Kappa           | Chai Motors             |
| Maccabi Ashdod        | Armaund Asulin | Amit Tamir           | Lior Eliyahu        | AND1            | SCE                     |
| Maccabi Haifa         | Jeff Rosen     | Daniel Seoane        | / Willy Workman     | Joma            |                         |
| Maccabi Rishon LeZion | Itzhak Peri    | Guy Goodes           | Oz Blayzer          | Under Armour    | Winner                  |
| Maccabi Tel Aviv      | Shimon Mizrahi | Giannīs Sfairopoulos | / John DiBartolomeo | Nike            | FOX                     |

### Cambi di allenatore
| Data            | Squadra         | Allenatore uscente | Motivo     | Data             | Allenatore entrante | Note         |
| --------------- | --------------- | ------------------ | ---------- | ---------------- | ------------------- | ------------ |
| 5 dicembre 2019 | Hapoel Holon    | Sharon Drucker     | Licenziato | 22 dicembre 2019 | Stefanos Dedas      | [ 5 ] [ 6 ]  |
| 18 gennaio 2020 | Hapoel Tel Aviv | Ariel Beit Halahmy | Licenziato | 27 gennaio 2020  | Iōannīs Kastritīs   | [ 7 ] [ 8 ]  |
| 12 maggio 2020  | Maccabi Ashdod  | Brad Greenberg     | Dimissioni | 15 maggio 2020   | Amit Tamir          | [ 9 ] [ 10 ] |

## Regular season
| Pos | Squadra               | G  | V  | P  | GF   | GS   | DG   | %    | Qualificazione o retrocessione |
| --- | --------------------- | -- | -- | -- | ---- | ---- | ---- | ---- | ------------------------------ |
| 1   | Maccabi Tel Aviv      | 22 | 20 | 2  | 2005 | 1670 | +335 | ,909 | Qualificate al gruppo A        |
| 2   | Hapoel Gerusalemme    | 22 | 18 | 4  | 1975 | 1752 | +223 | ,818 | Qualificate al gruppo A        |
| 3   | Maccabi Rishon LeZion | 22 | 13 | 9  | 1802 | 1704 | +98  | ,591 | Qualificate al gruppo A        |
| 4   | Hapoel Holon          | 22 | 12 | 10 | 1910 | 1925 | −15  | ,545 | Qualificate al gruppo A        |
| 5   | Maccabi Haifa         | 22 | 11 | 11 | 1865 | 1845 | +20  | ,500 | Qualificate al gruppo B        |
| 6   | Ironi Nes Ziona       | 22 | 10 | 12 | 1879 | 1926 | −47  | ,455 | Qualificate al gruppo B        |
| 7   | Hapoel Tel Aviv       | 22 | 9  | 13 | 1860 | 1907 | −47  | ,409 | Qualificate al gruppo B        |
| 8   | Ironi Nahariya        | 22 | 9  | 13 | 1797 | 1861 | −64  | ,409 | Qualificate al gruppo B        |
| 9   | Hapoel Eilat          | 22 | 9  | 13 | 1826 | 1883 | −57  | ,409 | Qualificate al gruppo B        |
| 10  | Hapoel Gilboa Galil   | 22 | 9  | 13 | 1888 | 1976 | −88  | ,409 | Qualificate al gruppo B        |
| 11  | Hapoel Be'er Sheva    | 22 | 8  | 14 | 1784 | 1897 | −113 | ,364 | Qualificate al gruppo B        |
| 12  | Maccabi Ashdod        | 22 | 4  | 18 | 1730 | 1975 | −245 | ,182 | Qualificate al gruppo B        |

### Calendario
|                       | MTA     | HJE     | MRL     | HHO    | MHA   | INZ    | HTA    | INA   | HEI    | HGG     | HBS    | MAS    |
| --------------------- | ------- | ------- | ------- | ------ | ----- | ------ | ------ | ----- | ------ | ------- | ------ | ------ |
| Maccabi Tel Aviv      |         | 89–73   | 75–64   | 94–76  | 91–77 | 80–71  | 84–74  | 86–65 | 102–86 | 99–76   | 98–74  | 114–82 |
| Hapoel Gerusalemme    | 98–87   |         | 84–78   | 91–84  | 95–81 | 102–71 | 80–91  | 85–55 | 83–74  | 88–73   | 108–74 | 72–51  |
| Maccabi Rishon LeZion | 66–81   | 65–73   |         | 84–59  | 62–54 | 75–79  | 94–85  | 76–63 | 80–74  | 90–64   | 80–72  | 67–66  |
| Hapoel Holon          | 83–94   | 112–115 | 105–104 |        | 88–82 | 99–80  | 89–75  | 86–78 | 90–85  | 87–81   | 92–73  | 103–86 |
| Maccabi Haifa         | 75–93   | 95–87   | 88–79   | 92–60  |       | 84–87  | 72–92  | 84–78 | 107–85 | 95–83   | 95–80  | 91–80  |
| Ironi Nes Ziona       | 68–91   | 81–93   | 93–88   | 78–87  | 98–91 |        | 95–80  | 83–88 | 101–69 | 106–115 | 83–76  | 88–97  |
| Hapoel Tel Aviv       | 84–91   | 72–90   | 74–77   | 86–90  | 88–81 | 90–95  |        | 96–88 | 70–87  | 96–93   | 102–97 | 100–93 |
| Ironi Nahariya        | 62–89   | 82–88   | 118–114 | 95–109 | 82–87 | 71–79  | 86–84  |       | 84–89  | 94–76   | 87–74  | 84–68  |
| Hapoel Eilat          | 86–81   | 84–99   | 72–94   | 90–81  | 87–76 | 103–89 | 71–84  | 61–63 |        | 79–78   | 87–92  | 98–78  |
| Hapoel Gilboa Galil   | 110–112 | 98–93   | 75–96   | 95–88  | 84–93 | 96–80  | 68–85  | 76–95 | 76–74  |         | 100–73 | 95–83  |
| Hapoel Be'er Sheva    | 63–80   | 86–94   | 69–75   | 85–73  | 75–77 | 82–81  | 103–76 | 87–83 | 88–87  | 81–85   |        | 101–77 |
| Maccabi Ashdod        | 57–94   | 69–84   | 81–94   | 82–69  | 91–88 | 69–93  | 83–76  | 84–96 | 87–98  | 89–91   | 77–79  |        |

## Secondo turno

### Gruppo A
| Pos | Squadra               | G  | V  | P  | GF   | GS   | DG   | %    | Qualificazione o retrocessione |
| --- | --------------------- | -- | -- | -- | ---- | ---- | ---- | ---- | ------------------------------ |
| 1   | Maccabi Tel Aviv      | 28 | 24 | 4  | 2554 | 2144 | +410 | ,857 | Qualificate ai playoffs        |
| 2   | Hapoel Gerusalemme    | 28 | 22 | 6  | 2513 | 2238 | +275 | ,786 | Qualificate ai playoffs        |
| 3   | Maccabi Rishon LeZion | 28 | 17 | 11 | 2330 | 2207 | +123 | ,607 | Qualificate ai playoffs        |
| 4   | Hapoel Holon          | 28 | 12 | 16 | 2347 | 2514 | −167 | ,429 | Qualificate ai playoffs        |

|                       | MTA    | HJE   | MRL   | HHO    |
| --------------------- | ------ | ----- | ----- | ------ |
| Maccabi Tel Aviv      |        | 86–80 | 77–86 | 103–65 |
| Hapoel Gerusalemme    | 82–93  |       | 93–86 | 102–67 |
| Maccabi Rishon LeZion | 92–90  | 73–88 |       | 98–81  |
| Hapoel Holon          | 69–100 | 81–93 | 74–93 |        |

#### Punteggi in divenire
|                       | 23ª | 24ª | 25ª | 26ª | 27ª | 28ª |
| --------------------- | --- | --- | --- | --- | --- | --- |
| Maccabi Tel Aviv      | 1   | 1   | 1   | 1   | 1   | 1   |
| Hapoel Gerusalemme    | 2   | 2   | 2   | 2   | 2   | 2   |
| Maccabi Rishon LeZion | 3   | 3   | 3   | 3   | 3   | 3   |
| Hapoel Holon          | 4   | 4   | 4   | 4   | 4   | 4   |

### Gruppo B
| Pos | Squadra             | G  | V  | P  | GF   | GS   | DG   | %    | Qualificazione o retrocessione |
| --- | ------------------- | -- | -- | -- | ---- | ---- | ---- | ---- | ------------------------------ |
| 5   | Hapoel Gilboa Galil | 29 | 16 | 13 | 2498 | 2530 | −32  | ,552 | Qualificate ai playoffs        |
| 6   | Maccabi Haifa       | 29 | 15 | 14 | 2455 | 2431 | +24  | ,517 | Qualificate ai playoffs        |
| 7   | Ironi Nes Ziona     | 29 | 13 | 16 | 2476 | 2566 | −90  | ,448 | Qualificate ai playoffs        |
| 8   | Hapoel Tel Aviv     | 29 | 13 | 16 | 2460 | 2466 | −6   | ,448 | Qualificate ai playoffs        |
| 9   | Hapoel Be'er Sheva  | 29 | 12 | 17 | 2340 | 2465 | −125 | ,414 |                                |
| 10  | Hapoel Eilat        | 28 | 11 | 17 | 2316 | 2392 | −76  | ,393 |                                |
| 11  | Ironi Nahariya      | 28 | 11 | 17 | 2276 | 2319 | −43  | ,393 |                                |
| 12  | Maccabi Ashdod (R)  | 29 | 5  | 24 | 2341 | 2634 | −293 | ,172 | Retrocessa in Liga Leumit      |

|                     | MHA   | INZ   | HTA     | INA   | HEI        | HGG   | HBS   | MAS   |
| ------------------- | ----- | ----- | ------- | ----- | ---------- | ----- | ----- | ----- |
| Maccabi Haifa       |       | 94–79 |         | 66–82 | 82–90      | 80–81 |       |       |
| Ironi Nes Ziona     |       |       | 75–105  |       | 88–80      |       | 83–85 | 99–97 |
| Hapoel Tel Aviv     | 79–82 |       |         | 77–73 | 69–60      | 82–81 |       |       |
| Ironi Nahariya      |       | 89–91 |         |       | Cancellata |       | 67–69 | 86–68 |
| Hapoel Eilat        |       |       |         |       |            | 83–95 | 84–88 | 93–87 |
| Hapoel Gilboa Galil |       | 90–82 |         | 87–82 |            |       | 83–65 |       |
| Hapoel Be'er Sheva  | 83–87 |       | 84–81   |       |            |       |       | 85–80 |
| Maccabi Ashdod      | 92–99 |       | 106–105 |       |            | 81–92 |       |       |

#### Punteggi in divenire
|                     | 23ª | 24ª | 25ª | 26ª | 27ª | 28ª | 29ª |
| ------------------- | --- | --- | --- | --- | --- | --- | --- |
| Hapoel Gilboa Galil | 7   | 6   | 6   | 6   | 6   | 5   | 5   |
| Maccabi Haifa       | 5   | 5   | 5   | 5   | 5   | 6   | 6   |
| Ironi Nes Ziona     | 9   | 8   | 11  | 8   | 7   | 7   | 7   |
| Hapoel Tel Aviv     | 10  | 10  | 8   | 9   | 8   | 8   | 8   |
| Hapoel Be'er Sheva  | 11  | 11  | 10  | 7   | 9   | 9   | 9   |
| Hapoel Eilat        | 8   | 7   | 7   | 11  | 11  | 10  | 10  |
| Ironi Nahariya      | 6   | 9   | 9   | 10  | 10  | 11  | 11  |
| Maccabi Ashdod      | 12  | 12  | 12  | 12  | 12  | 12  | 12  |

       Qualificate ai playoffs
       Retrocessa in Liga Leumit

## Playoffs
Il primo turno dei playoff è stato giocato al meglio delle tre gare, con il vantaggio del fattore casa alla squadra con il miglior piazzamento.
| Squadra 1             | Totale | Squadra 2           | Gara 1 | Gara 2 | Gara 3 |
| --------------------- | ------ | ------------------- | ------ | ------ | ------ |
| Maccabi Tel Aviv      | 2–1    | Hapoel Tel Aviv     | 67–66  | 72–82  | 83–68  |
| Hapoel Holon          | 1–2    | Hapoel Gilboa Galil | 80–77  | 65–99  | 82–87  |
| Maccabi Rishon LeZion | 2–0    | Maccabi Haifa       | 87–72  | 101–82 | —      |
| Hapoel Gerusalemme    | 2–0    | Ironi Nes Ziona     | 104–79 | 114–87 | —      |

## Final Four
|  | Semifinali         | Semifinali         | Semifinali         |                    |                  | Finale           | Finale | Finale |  |
|  |                    |                    |                    |                    |                  |                  |        |        |  |
|  | Maccabi Tel Aviv   | Maccabi Tel Aviv   | 81                 |                    |                  |                  |        |        |  |
|  | Maccabi Tel Aviv   | Maccabi Tel Aviv   | 81                 |                    |                  |                  |        |        |  |
|  | Hap. Gilboa G.E.   | Hap. Gilboa G.E.   | 78                 |                    |                  |                  |        |        |  |
|  | Hap. Gilboa G.E.   | Hap. Gilboa G.E.   | 78                 |                    | Maccabi Tel Aviv | Maccabi Tel Aviv | 86     |        |  |
|  |                    |                    |                    |                    | Maccabi Tel Aviv | Maccabi Tel Aviv | 86     |        |  |
|  |                    |                    | Mac. Rishon LeZion | Mac. Rishon LeZion | 81               |                  |        |        |  |
|  | H. Gerusalemme     | H. Gerusalemme     | Mac. Rishon LeZion | Mac. Rishon LeZion | 81               | 97               |        |        |  |
|  | H. Gerusalemme     | H. Gerusalemme     |                    |                    |                  |                  |        |        |  |
|  | Mac. Rishon LeZion | Mac. Rishon LeZion | 100                |                    |                  |                  |        |        |  |

### Semifinali
| Arbitri: | Omar Estron Ofer Manheim Nir Myerson |

|                                 |            |                                   |
| Pargo 32 Feldeine 18 Holland 15 | Punti      | 21 Harrison 20 Hankins 16 Blayzer |
| Feldeine 4                      | Assist     | 7 Monroe                          |
| Braimoh 10                      | Rimbalzi   | 8 Harrison                        |
| Oded Kattash                    | Allenatori | Guy Goodes                        |

| Arbitri: | Amit Balak Kfir Mualem Dan Yalon |

|                                 |            |                                 |
| Dorsey 20 Wilbekin 17 Avdija 11 | Punti      | 23 Ziv 15 Thomasson 14 Mitchell |
| Caloiaro 4                      | Assist     | 4 Thomasson                     |
| Avdija 9                        | Rimbalzi   | 8 Mitchell                      |
| Giannīs Sfairopoulos            | Allenatori | Lior Lubin                      |

### Finale
| Tel Aviv 28 luglio 2020, ore 21:00 UTC+2 | Maccabi Tel Aviv | 86 – 81 (29-21, 54-36, 69-59) referto | Mac. Rishon LeZion | Menorah Mivtachim Arena |
| \| \| \| \| \| Stoudemire 18 Cohen, Hunter 16 Dorsey 14 \| Punti \| 38 Harrison 13 Blayzer 11 Hamilton \| \| Wilbekin 6 \| Assist \| 5 Harrison \| \| Hunter 8 \| Rimbalzi \| 6 Harrison, Monroe \| \| Giannīs Sfairopoulos \| Allenatori \| Guy Goodes \| |                  |                                       |                    |                         |
| |                  |                                       |                    |                         |
| Stoudemire 18 Cohen, Hunter 16 Dorsey 14 | Punti            | 38 Harrison 13 Blayzer 11 Hamilton    |                    |                         |
| Wilbekin 6 | Assist           | 5 Harrison                            |                    |                         |
| Hunter 8 | Rimbalzi         | 6 Harrison, Monroe                    |                    |                         |
| Giannīs Sfairopoulos | Allenatori       | Guy Goodes                            |                    |                         |

| Quintetto titolare   | Quintetto titolare | Quintetto titolare | Pt | Rim | Ass |
| -------------------- | ------------------ | ------------------ | -- | --- | --- |
| P                    | 1                  | Scottie Wilbekin   | 7  | 5   | 6   |
| A                    | 4                  | Angelo Caloiaro    | 6  | 6   | 0   |
| A                    | 8                  | Deni Avdija        | 5  | 7   | 4   |
| AC                   | 32                 | Amar'e Stoudemire  | 18 | 7   | 0   |
| C                    | 5                  | Othello Hunter     | 16 | 8   | 4   |
| Panchina:            |                    |                    |    |     |     |
| G                    | 6                  | Sandy Cohen        | 16 | 1   | 2   |
| G                    | 11                 | Tyler Dorsey       | 14 | 3   | 2   |
| AG                   | 15                 | Jake Cohen         | 4  | 3   | 4   |
| Allenatore:          |                    |                    |    |     |     |
| Giannīs Sfairopoulos |                    |                    |    |     |     |

| Maccabi Tel Aviv |  | Rishon LeZion |

| Maccabi Tel Aviv | Statistiche        | Rishon LeZion |
| ---------------- | ------------------ | ------------- |
|                  | Statistiche        |               |
| 22/37 (59%)      | Tiro da 2          | 16/35 (46%)   |
| 11/34 (32%)      | Tiro da 3          | 12/282 (43%)  |
| 9/12 (75%)       | Tiri liberi        | 13/15 (87%)   |
| 13               | Rimbalzi offensivi | 6             |
| 29               | Rimbalzi difensivi | 25            |
| 42               | Rimbalzi totali    | 31            |
| 22               | Assist             | 12            |
| 8                | Palle perse        | 8             |
| 4                | Palle rubate       | 4             |
| 4                | Stoppate           | 1             |
| 18               | Falli              | 18            |

| Quintetto titolare | Quintetto titolare | Quintetto titolare | Pt | Rim | Ass |
| ------------------ | ------------------ | ------------------ | -- | --- | --- |
| G                  | 7                  | D'Angelo Harrison  | 38 | 6   | 5   |
| G                  | 42                 | Alex Hamilton      | 11 | 3   | 1   |
| AG                 | 14                 | Oz Blayzer         | 13 | 3   | 2   |
| AC                 | 86                 | Darryl Monroe      | 8  | 6   | 3   |
| C                  | 35                 | Zach Hankins       | 2  | 4   | 0   |
| Panchina:          |                    |                    |    |     |     |
| G                  | 11                 | Adam Ariel         | 6  | 2   | 1   |
| PG                 | 30                 | Nimrod Tishman     | 3  | 2   | 0   |
| G                  | 41                 | Noam Dovrat        | 0  | 1   | 0   |
| Allenatore:        |                    |                    |    |     |     |
| Guy Goodes         |                    |                    |    |     |     |

## Premi e riconoscimenti

### MVP di giornata
| Giornata | Giocatore              | Squadra               | PIR     | Note    |
| Ottobre  | Ottobre                | Ottobre               | Ottobre | Ottobre |
| -------- | ---------------------- | --------------------- | ------- | ------- |
| 1        | / T.J. Cline           | Hapoel Holon          | 27      | [ 11 ]  |
| 2        | Alex Hamilton (1/3)    | Maccabi Rishon LeZion | 36      | [ 12 ]  |
| 3        | Lior Eliyahu (1/2)     | Maccabi Ashdod        | 26      | [ 13 ]  |
| 4        | Scottie Wilbekin (1/2) | Maccabi Tel Aviv      | 34      | [ 14 ]  |
| Novembre |                        |                       |         |         |
| 5        | Rafi Menco (1/2)       | Hapoel Eilat          | 20      | [ 15 ]  |
| 6        | Dominic Waters         | Ironi Nahariya        | 32      | [ 16 ]  |
| Dicembre |                        |                       |         |         |
| 8        | Jarmar Gulley (1/2)    | Hapoel Gilboa Galil   | 42      | [ 17 ]  |
| 8        | Justin Tillman         | Hapoel Gilboa Galil   | 29      | [ 17 ]  |
| 9        | James Feldeine         | Hapoel Gerusalemme    | 44      | [ 18 ]  |
| 10       | Alex Hamilton (2/3)    | Maccabi Rishon LeZion | 33      | [ 19 ]  |
| 11       | / Jake Cohen           | Maccabi Tel Aviv      | 42      | [ 20 ]  |
| 12       | Lior Eliyahu (2/2)     | Maccabi Ashdod        | 30      | [ 21 ]  |
| Gennaio  |                        |                       |         |         |
| 13       | Alex Hamilton (3/3)    | Maccabi Rishon LeZion | 43      | [ 22 ]  |
| 14       | Jordan Hamilton        | Hapoel Tel Aviv       | 33      | [ 23 ]  |
| 15       | Édgar Sosa             | Hapoel Gilboa Galil   | 37      | [ 24 ]  |
| 16       | Jarmar Gulley (2/2)    | Hapoel Gilboa Galil   | 51      | [ 25 ]  |
| 17       | Gregory Vargas (1/2)   | Maccabi Haifa         | 22      | [ 26 ]  |
| Febbraio |                        |                       |         |         |
| 18       | Gregory Vargas (2/2)   | Maccabi Haifa         | 33      | [ 27 ]  |
| 19       | Rafi Menco (2/2)       | Hapoel Eilat          | 37      | [ 28 ]  |
| Marzo    |                        |                       |         |         |
| 20       | Jeff Withey            | Ironi Nes Ziona       | 35      | [ 29 ]  |
| 21       | Manny Harris           | Hapoel Holon          | 41      | [ 30 ]  |
| Giugno   |                        |                       |         |         |
| 22       | Ziv Ben-Zvi            | Hapoel Eilat          | 28      | [ 31 ]  |
| 23       | Tamir Blatt            | Hapoel Gerusalemme    | 24      | [ 32 ]  |
| 24       | Scottie Wilbekin (2/2) | Maccabi Tel Aviv      | 28      | [ 33 ]  |
| Luglio   |                        |                       |         |         |
| 25       | Evan Bruinsma          | Hapoel Be'er Sheva    | 42      | [ 34 ]  |
| 26       | Cameron Oliver         | Ironi Nes Ziona       | 39      | [ 35 ]  |
| 27       | Iftah Ziv              | Hapoel Gilboa Galil   | 25      | [ 36 ]  |
| 28       | J.P. Tokoto            | Ironi Nes Ziona       | 41      | [ 37 ]  |
| 29       | Andrew Andrews         | Maccabi Haifa         | 36      | [ 38 ]  |
| QR1      | D'Angelo Harrison      | Maccabi Rishon LeZion | 35      | [ 39 ]  |
| QR2      | Yam Madar              | Hapoel Tel Aviv       | 24      | [ 40 ]  |

### Premi mensili

#### Giocatore del mese
| Mese     | Giocatore      | Squadra             | PIR  | Note   |
| -------- | -------------- | ------------------- | ---- | ------ |
| Ottobre  | Justin Tillman | Hapoel Gilboa Galil | 31.3 | [ 41 ] |
| Novembre | Jeff Withey    | Ironi Nes Ziona     | 29.0 | [ 42 ] |
| Dicembre | / Jake Cohen   | Maccabi Tel Aviv    | 23.8 | [ 43 ] |
| Gennaio  | Jarmar Gulley  | Hapoel Gilboa Galil | 28.2 | [ 44 ] |

#### Giocatore israeliano del mese

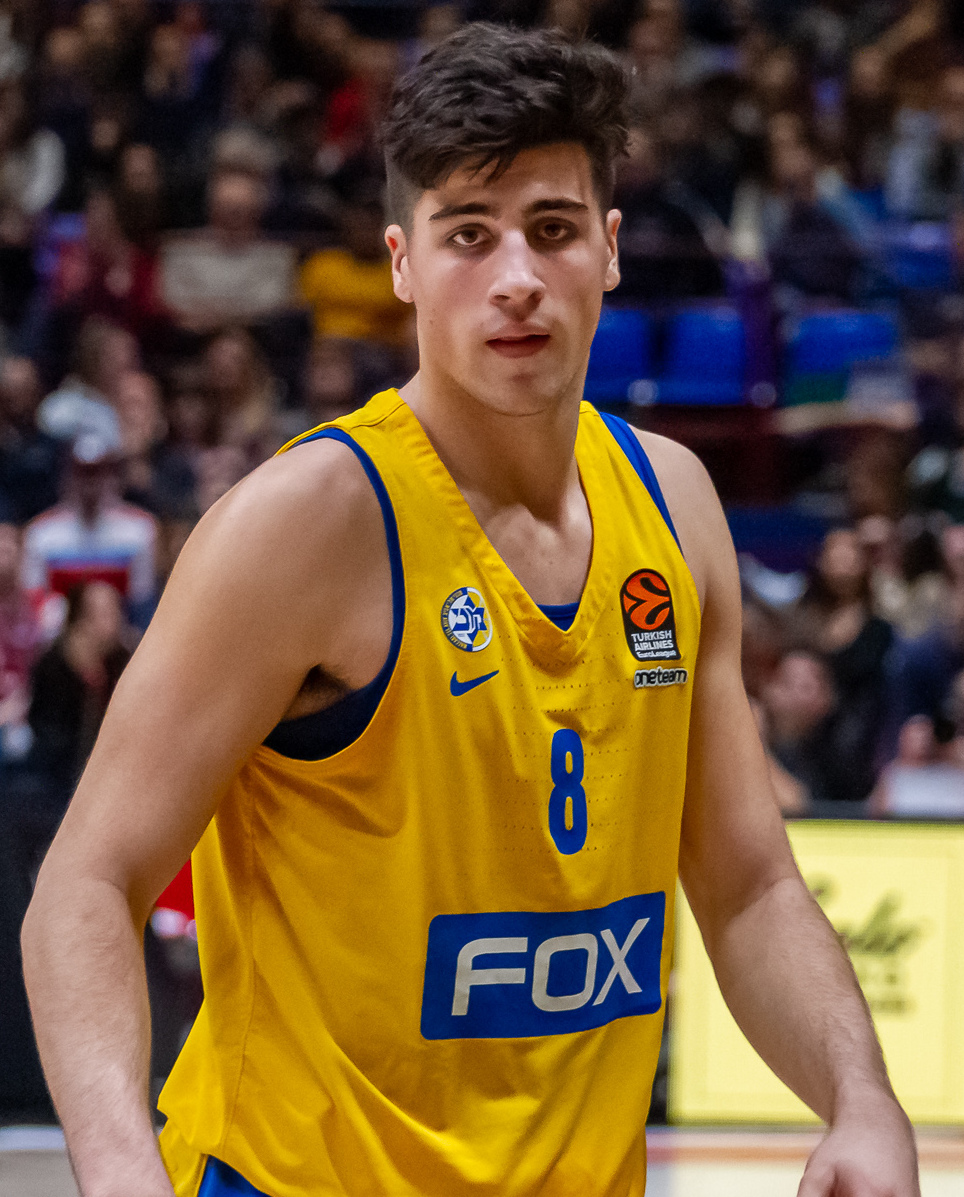
Deni Avdija

| Mese     | Giocatore     | Squadra          | PIR  | Note   |
| -------- | ------------- | ---------------- | ---- | ------ |
| Ottobre  | Omri Casspi   | Maccabi Tel Aviv | 15.5 | [ 45 ] |
| Novembre | Raviv Limonad | Ironi Nes Ziona  | 17.4 | [ 46 ] |
| Dicembre | –             | –                | –    | –      |
| Gennaio  | Deni Avdija   | Maccabi Tel Aviv | 18.3 | [ 47 ] |

#### Allenatore del mese
| Mese     | Allenatore           | Squadra             | V-S | Note   |
| -------- | -------------------- | ------------------- | --- | ------ |
| Ottobre  | Lior Lubin           | Hapoel Gilboa Galil | 3–0 | [ 48 ] |
| Novembre | Nadav Zilberstein    | Ironi Nes Ziona     | 2–0 | [ 49 ] |
| Dicembre | Giannīs Sfairopoulos | Maccabi Tel Aviv    | 5–0 | [ 50 ] |
| Gennaio  | Stefanos Dedas       | Hapoel Holon        | 4–1 | [ 51 ] |

### Riconoscimenti individuali
| Riconoscimento           | Giocatore            | Squadra            |
| ------------------------ | -------------------- | ------------------ |
| MVP regular season       | Deni Avdija          | Maccabi Tel Aviv   |
| MVP finali               | / Amar'e Stoudemire  | Maccabi Tel Aviv   |
| Miglior allenatore       | Giannīs Sfairopoulos | Maccabi Tel Aviv   |
| Giocatore rivelazione    | Noam Dovrat          | Mac. Rishon LeZion |
| Miglior sesto uomo       | / Suleiman Braimoh   | H. Gerusalemme     |
| Giocatore più migliorato | Yam Madar            | Hapoel Tel Aviv    |
| Migliore difensore       | Yovel Zoosman        | Maccabi Tel Aviv   |

### Quintetto ideale
| All-Israeli League Fisrt Team 2019-2020 | All-Israeli League Fisrt Team 2019-2020 |
| --------------------------------------- | --------------------------------------- |
| / Scottie Wilbekin                      | Maccabi Tel Aviv                        |
| J'Covan Brown                           | H. Gerusalemme                          |
| Alex Hamilton                           | Mac. Rishon LeZion                      |
| Deni Avdija                             | Maccabi Tel Aviv                        |
| Tomer Ginat                             | Hapoel Tel Aviv                         |